# Coucy-lès-Eppes
Coucy-lès-Eppes es una comuna francesa, situada en el departamento de Aisne, de la región de Alta Francia.

## Demografía
| 557 | 555 | 515 | 642 | 581 | 612 | 567 | 621 |
| Para los censos de 1962 a 1999 la población legal corresponde a la población sin duplicidades (Fuente: INSEE [Consultar]) |     |     |     |     |     |     |     |